# Malard
Pour les articles homonymes, voir Malard (homonymie).
Malard (persan : ملارد romanisé en Malārd et Melārd, également connu sous le Malār) est une ville de la province de Téhéran en Iran. Lors du recensement de 2006, sa population était 228,673 habitants répartis dans 61,302 familles.

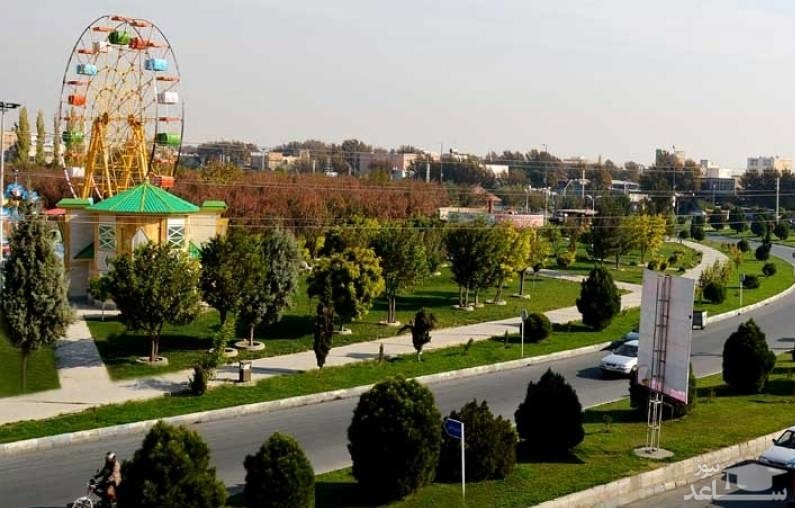
marlik

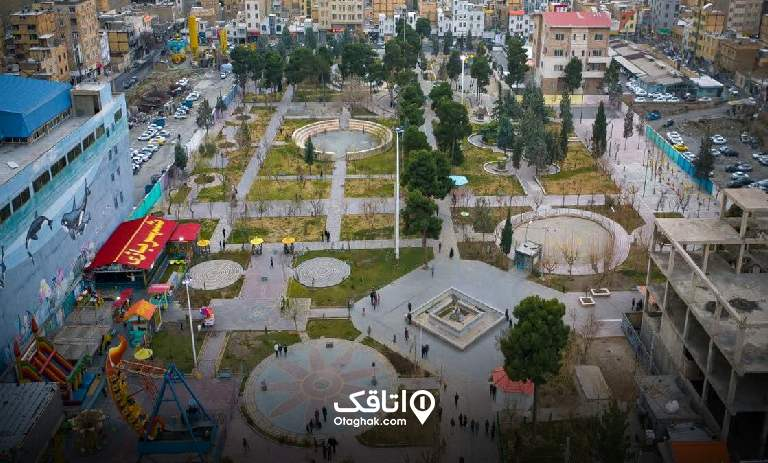
park of sarasiab

## Géographie

### Climat
Selon le système de classification de Köppen, le climat de la ville est classé en semi-aride.